# Mikołaj Zieleński
Mikołaj Zieleński, auch Nicolaus Zielenski (* um 1560; † um 1620) war ein polnischer Organist und Komponist. Seine Kompositionen zählen zu den frühesten des barocken Stils in der polnischen Musik.

## Leben
Über die Person Mikołaj Zieleńskis ist wenig bekannt. Aus Akten des Archivs des Płocker Domkapitels geht hervor, dass er aus Warka stammte, dass er in den Jahren 1604–1606 mit den Płocker Diözese verbunden war und dass er 1604 durch Gebietsabtretung des Adligen Stanisław Kijewski ein Gut in dem bischöflichen Dorf Gromino in der Nähe von Pułtusk erhielt.
Im Jahre 1606 wurde er in den besagten Annalen des Płocker Kapitels als Organist bezeichnet. Aus dem Jahre 1611 stammt die Nachricht, dass er mit einer gewissen Anna Feter verheiratet war und dass er Organist und maestro di capella von Bischof Wojciech Baranowski war. Am 1. März 1611 (Datum des Dedikationsblattes Zielenskis auf seinem venetianischen Druck) weilte er in Łowicz, dem Sitz der Gnesener Erzbischöfe, um hier an einem Prozess um ein Landgut teilzunehmen. Darüber hinaus war die Erwähnung Starowolskis in der zweiten Ausgabe seines Scriptorum Polonicorum Hecatonias bekannt, wo er Zielenski neben anderen polnischen Komponisten, die in Rom studiert haben sollen, erwähnt. Eine eindeutige Feststellung wurde jedoch von Starowolski nicht gemacht, die Erwähnung erfolgte lediglich im Rahmen einer gedruckten Randbemerkung.
Baranowski war zunächst Bischof von Płock, dessen Residenz sich im Palast in Pułtusk befand; daher resultierten die Pfründen, die Zielenski in dem nahe gelegenen Dorf erhalten hat. Ähnlich verfuhr Baranowski (bereits als Polnischer Primas) später, als er Zielenski die Mühle in Rudnik und den Vorstand über das Dorf Bochnia, die beide ebenfalls in der Nähe von der Łowiczer Residenz des Primas lagen, gab, um die das erwähnte Gerichtsverfahren (1611) mit den vormaligen Besitzern geführt wurde.
Was Zielenski nach dem Tod seines Brotgebers Baranowski 1615 gemacht hat oder wann und wo er verstorben ist, wurde nicht überliefert. Auch die Erstellung einer genauen Chronologie seiner Werke ist anhand der Quellenlage nicht möglich.
Im Jahre 1989 fand die englische Musikwissenschaftlerin Delma Brough eine Quelle, die frühere Vermutungen, zum Beispiel von Hieronym Feicht und anderer polnischer Musikforscher, bezüglich Beziehungen Zielenskis mit Baranowski im Zeitraum vor dessen Primat belegten.

## Werk
Das Opus Zielenskis umfasst insgesamt 113 vokalinstrumentale und rein instrumentale Kompositionen. 56 in der Sammlung
- OFFERTORIA | TOTIUS ANNI | Quibus in Festis omnibus Sancta Romana Ecclesia uti consuevit, | Septenis, & Octonis vocibus tam vivis, quam | Instrumentalibus accomodata | His accesserunt aliquod Sacrae Symphoniae cum Magnificat | vocum Duodecim

sowie 57 in der Sammlung:
- COMMUNIONES | TOTIUS ANNI | Quibus in solennioribus Festis Sancta Romana Ecclesia uti consuevit ad cantum | organi, per unam, Duas, Tres, Quattuor, Quinque,  Sex voces, | cum Instrumentis Musicalibus, & vocis reso- | lutione, guam Itali gorgia vocant | decantandae. | His acesserunt aliquod Sacrae Symphoniae, Quattuor, Quinque, et Sex vocum, et Tres | Fantasiae Instrumentis Musicalibus accomodatae.

Dabei werden 9 Stücke zweimal in unterschiedlichen Versionen wiederholt. Beide Sammlungen wurden 1611 in zwei Teilen als Stimmbücher und als eine Partitura pro organo bei Jacobus Vicentius in Venedig herausgegeben. Die einzige komplette Ausgabe befand sich bis 1865 in der Bibliothek der St. Bernhard-Kirche in Breslau, danach bis zum Zweiten Weltkrieg in der Breslauer Stadtbibliothek. Gegenwärtig existiert ein dekomplettiertes Ganzes, bestehend aus einigen Stimmbüchern und der Partitura pro organo, wobei die fehlenden Stimmen und Fragmente aus verschiedenen Abschriften, die vor dem Krieg angefertigt wurden, und aus der Partitura pro organo ergänzt werden konnten.
Die Kompositionen Zielenskis wurden für 3 bis 12 Stimmen konzipiert (5 für 3 St., 32 für 4 St., 14 für 5 St., 6 für 6 St., 12 für 7 St., 43 für 8 St., 1 für 12 St.), also für damals durchaus bekannte und allgemein benutzte Stimmensembles. Es handelt sich dabei hauptsächlich um Bearbeitungen von Messproprien, nämlich 44 Offertorien, 47 Communiones, ein Magnificat und 19 andere Texte wie Antiphonen (darunter zwei Texte, die sich mit polnischen Heiligen beschäftigen – Hl. Adalbert und Hl. Stanislaus), ferner Psalmen, Responsorien, Vespergesänge (Abendgebet).
Die musikalische Bearbeitung geistlicher Texte einer bestimmten Art, insbesondere der Messproprien, stellte in der damaligen Musik die allgemeine Praxis dar; so gibt es Bearbeitungen von solchen Komponisten wie Giovanni Pierluigi da Palestrina oder Orlando di Lasso. In polnischer Musikliteratur erschienen – neben den oft bearbeiteten Psalmen – Zyklen von Introita für das ganze Kirchenjahr (zum Beispiel der verschollene Zyklus von Martin aus Lemberg oder eine Gruppe von Introita aus der Orgeltabulatur der Warschauer Musikgesellschaft). Offertorienzyklen in mehrchörigen Bearbeitungen wurden erst im 17. Jahrhundert populär, daher kann man Zielenski zu Vorreitern dieser Gattung zählen. Dagegen findet man in besagter Zeit kaum Bearbeitungen von Communiones. Die Sammlung Zielenskis gehört daher zu den Ausnahmen. Seine Offertoria, die für diverse Kirchenfeste (also nicht für Sonntage) bestimmt wurden, haben eine Anordnung die mit jener des Kirchenjahres – mit wenigen Ausnahmen – im Einklang steht. Dagegen brechen die Communiones aus der Ordnung heraus.
Die Werke Zielenskis erwuchsen aus einer Kompositionspraxis, die in der Spätphase des Renaissance-Kontrapunktes entstand. Die Behandlung der Mehrstimmigkeit, besonders der Imitation und der Mehrchörigkeit, die Unbestimmtheit der Besetzung, die Gestaltung der Melodik, Tonalität und andere Mittel belegen die Verbundenheit seiner Werke mit den Traditionen der zweiten Hälfte des 16. Jahrhunderts. Jedoch belegen gleichzeitig solche Phänomene wie Anfänge des Konzertierens, die Benutzung von kurzen Motiven, die exponierte Rolle des Basses und die Anfänge der Monodie, besonders in der Gestaltung von Tricinien mit Orgel- oder Instrumentalbegleitung, welche die Vorformen des barocken Konzerts bilden, dass Zielenski die neuesten Strömungen und Errungenschaften der Kompositionstechnik nicht fremd waren und dass man ihn auch als einen Vertreter der nächsten Stilepoche ansehen kann.
Das von Zielenski verwendete Musikmaterial stammt aus seiner eigenen Invention. Es gibt wenige und sehr schwache Konkordanzen zu polnischen Kirchenliedern. Dagegen bezeichnend ist sein Bruch mit dem Gregorianischen Choral. Lediglich 8 seiner Kompositionen zeigen Ähnlichkeiten mit dem Choral, wobei sich diese auf die ersten Anfangstöne der Kompositionen beschränken. Eine einzige Choralintonation erscheint – jedoch ohne das Stück zu beeinflussen – am Anfang des zwölfstimmigen Magnificat.
Vom Gesichtspunkt der Behandlung des musikalischen Materials treten bei Zielenski zwei Arten der Formgestaltung auf. Erstens das Reihen von Abschnitten, die aus unterschiedlichem musikalischen Material bestehen, und zweitens Wiederholung und Umgestaltung des gleichen musikalischen Materials mit kleinen fremden Zugaben, welche die Rolle von Verbindungselementen spielen.

### Pseudomonodien
Zielenski verwendet vier Arten von Formen. Zu den ersten gehören die Pseudomonodien (hier 20 Kompositionen aus den Communiones). Sie charakterisiert sich durch Hervorhebung einer der Stimmen (meistens Bass, manchmal Sopran, ganz selten eine andere), welche dann auch meist noch reich verziert wird. Es sind zwar noch keine rein barocke Solokompositionen mit dem Unterbau einer akkordischen Begleitung, denn die Solostimme wird in eine meist vierstimmige, mehrstimmige Begleitung eingewoben, die noch alle Regeln des Renaissancekontrapukts befolgt. Darüber hinaus hebt sich die Solostimme so stark von den restlichen ab, dass man diese Werke nicht mehr zu der Gattung der Motette zählen kann. Der innere Aufbau der Pseudomonodien ist eher einfach und beruht auf der Verknüpfung des imitierten Anfangfragmentes (meist mit einer vollen Durchführung) mit einem homophonisierenden Abschnitt, in dem der Komponist mit kurzen Motiven operiert, was an spätere barocke Motivarbeit erinnert. Dies wird oft von konzertierenden Elementen begleitet.

### Tricinia
Die zweite Aufbauform repräsentieren die Tricinien. (5 Stück, haupts. Comm.) Es handelt sich dabei um einfache Kompositionen mit einer Trioanordnung der Stimmen, wobei die zwei oberen meist parallel in Terzen geführt werden. Die unterste Stimme ist dagegen um einen deutlicheren Ambitus von den oberen entfernt. In diesen Stücken überwiegen homophonisierende Strukturen, kurze imitierte Abschnitte heben konzertierende Eigenschaften hervor. Die melodischen Linien sind meist stark figuriert.

### Motetten
Den dritten Typus repräsentieren stark entwickelte Motetten (Mehrzahl der Communiones), deren Charakteristikum ein großer Reichtum der verwendeten technischen Mittel ist. Einerseits handelt es sich hier um Kompositionen mit homophonisierenden Elementen des Konzertierens und reich verwendeter Ornamentik (meist in den Außenstimmen, siehe verzierte Version von Pascha nostrum), welche manchmal Abschnitte in nota contra notam beinhalten (z. B. in Quotiescumque manducabit). Andererseits geht es um Kompositionen, die durchimitiert sein können, mit breit angelegten von zwei bis fünf – nicht selten auch überzähligen – Durchführungen (Vos secuti estis me). Am häufigsten jedoch gibt es hier Motetten, in denen wir mit einer Art „Mischfaktur“ zu tun haben, welche auf Reihen von imitierten Abschnitten am Anfang der Stücke und von homophonisierenden Abschnitten im weiteren Verlauf und am Ende der Komposition, beruht.
Die polyphon gehaltenen Abschnitte operieren mittels des für Zielenski typischen Konzertierens durch Imitation (Gaudete iusti in Domino), wobei die Stimmgruppen die imitierten Motive so oft verdoppeln können, bis es zu Entstehung vertikaler, das heißt akkordischer Strukturen in den einzelnen Stimmkomplexen kommt (Surrexit dominus). In diesen Abschnitten verwendet der Komponist Imitation, Durchimitierung oder freien Kontrapunkt, der meist in den Schlussphasen der Stücke auftritt. Zielenski verwendet Konzertieren einzelner Stimmgruppen auch in homophonisierenden Abschnitten, sie bilden jedoch hier meist kurze Verbindungselemente zwischen den imitierenden Durchführungen und haben meist keine konzertierenden Eigenschaften. Ein Charakteristikum der Motetten sind also starke Kontraste der Aufbaustruktur hervorgerufen durch Wechsel der Besetzung (also der Klangfarbe) und durch Metrumswechsel.

### „Symphoniae sacrae“
Während die Communiones stark in ihrer Form variieren, sind die Offertoria in ihrem Aufbau statischer. Sie gehören alle zum Typus der Symphonia sacra (geistliches Konzert), also zu breit angelegten Kompositionen, deren Aufbau auf dem Konzertieren von zwei Chören beruht. Im Vordergrund steht weiterhin die nota contra notam – Aufbaustruktur sowie ein nicht imitierender, freier Kontrapunkt. Diese Aufbaustrukturen durchdringen auch homophonisierende Fragmente, die im Ablauf der Kompositionen erklingen. Einen Ausnahmefall bildet Laetentur coeli, welches gänzlich auf Homophonie aufgebaut wurde. Imitationen – die im Laufe des Stückes selten verwendet werden – beschränken sich meist auf stereotype Initialfiguren in Form vierstimmiger Durchführungen (nacheinander in beiden Chören).
Sieben- und achtstimmige Durchführungen finden sehr selten statt. Die Kontraste werden meist durch konsequentes Benutzen der Mehrchörigkeit sowie Gegenüberstellungen von wechselnden Metren. Andere Werkelemente streben eher nach Einheit. Die Melodik ist hier bescheidener als in den Communiones. Auch die Verzierungen sind weniger ausladend.

## Aufbaustrukturen
Die kontrapunktischen und strukturellen Mittel, die Zielenski benutzt, weisen starke Beziehungen mit der Tradition der Polyphonie der Renaissance auf. Gleichzeitig hat jedoch deren Anwendung starke individuelle und originäre Züge. Zielenski bediente sich hauptsächlich der Polyphonie, und in deren Rahmen nutzte er unterschiedliche Arten von Stimmaufbaustrukturen. Die am häufigsten verwendete ist die nota-contra-notam-Aufbaustruktur (Symphoniae sacrae und Motetten), wobei sie sich ein wenig von dem früheren nota-contra-notam-Kontrapunkt unterscheidet, überschreitet jedoch noch nicht gänzlich die Grenze zu reiner Homophonie.
Die verwendete Melodik ist noch (mit Ausnahme der obersten Stimme) verhältnismäßig wenig entwickelt, in der 4-Stimmigkeit tritt syllabische Behandlung des Textes auf, dagegen in den 7- und 8-stimmigen Konstruktionen verlieren die einzelnen Stimmen ihr Eigenständigkeit und werden oft verdoppelt. Diese Aufbaustruktur zeichnet sich durch technische „Richtigkeit“ aus, Parallelen treten selten auf.

### Imitationstechniken
Eine wichtige Rolle spielen die unterschiedlichen Arten der Imitationsstrukturen. Zielenski verwendete darüber hinaus genaue Durchführungen von längeren Phrasen, vor allem jedoch benutzt er kurze Imitationen von kleinen Motiven. Oft treten durchimitierte Strukturen mit einer begrenzten Anzahl der Abschnitte eng miteinander verzahnt auf, manchmal werden sie sogar übereinander gelegt (In monte Oliveti). Zielenski verwendet auch kanonische Imitation. In einfacher Imitation überwiegen Quart – Quint – Verbindungen, die Abstände zwischen den imitierenden Stimmen sind kurz und unregulär. Die Imitation wird manchmal freizügig behandelt, die imitierten Abschnitte unterliegen Transformationen (Levavi oculos), besonders beim Einsatz von klanglichen Farben und bei Überlagerungen von Imitation und homophonisierenden Strukturen. Zu den seltenen Fällen gehört die Verwendung von nichtimitierender Polyphonie und polyphonisierenden Fakturen. Die letztere tritt lokal in einigen Pseudomonodien und Motetten sowie in den Schlussphasen der Symphoniae sacrae auf und macht einen Eindruck von Figuration von Akkordabfolgen.
Bei Zielenski können wir bereits den Anfang des Prozesses der Modifizierung von Polyphonie und des Strebens zur Homophonie, hauptsächlich durch Bevorzugung der Außenstimmen, Begrenzung der Durchführungen, Terzstrukturen in der vertikalen und horizontalen Anordnung sowie Veränderungen des imitierten Materials, vorfinden. Jedoch bilden die homophonisierenden Fragmente noch keine deutliche Opposition gegenüber den polyphonen Fragmenten. Am weitesten entwickelt sind hier die Tricinien. In manchen Tricinien zeigt sich bereits der Weggang von flüssiger Stimmführung zugunsten von vertikaler Behandlung mit der Ausnutzung aller Dreiklangvarianten. Dies suggeriert ein Streben nach echter Homophonie, es wird jedoch durch die nicht ganz eindeutige tonale Struktur der Werke verdunkelt.
Neben dem Streben nach der Modifizierung von Polyphonie zeigen sich bei Zielenski in der mehrstimmigen Struktur Entwicklungstendenzen, welche durch neue Arten der Realisierung, besonders in der Mehrchörigkeit verwirklicht werden. In den Offertoria für zwei Chöre mit der Begleitung einer Orgel und in seinem 12-stimmigen Magnificat (mit Begl. von 3 Org.) verwendet Zielenski unterschiedliche Zusammenstellungen der Chöre, meist werden verschiedene Chöre in verschiedenen Registern oder sehr unterschiedliche Chöre im gleichen Register zusammengestellt (Deus firmavit orbem terrae). Der Komponist verbindet oft verschiedene Verfahren der Chorbehandlung: also tutti – Fragmente oder ein Geflecht von Auftritten voneinander unabhängiger oder abhängiger Chöre. In den Chorpartien verwendet Zielenski meist das gleiche Material, welches in den Wiederholungen variiert, vereinfacht oder evolviert vorgetragen wird. Manchmal behandelt er beide Chorpartien als gegensätzliche und kontrastierende Fragmente der Komposition. Oft verwendet er das Echo, welches er durch genaue Wiederholungen der Fragmente durch beide Chöre bei gleichzeitiger Differenzierung der Dynamik erreicht.

### Diminutionstechnik
Eine besondere Rolle spielt im Opus Zielenskis die Diminutionstechnik, also eine für das 16. Jh. charakteristische Praxis zur Ausschmückung der Melodie. Sie wird u. a. durch rhythmische Rahmen, sowie durch Kolorieren, Ornamentik und Figuration, determiniert. Manchmal kann die Diminution formgebende Bedeutung erhalten. Dabei entscheidet die transformierte Melodik über den Aufbau eines Stückes (Amen dico vobis). Zielenski behandelt dir Diminution jedoch meist als eine Art künstlerische „Zugabe“ und sie dient lediglich der Ornamentik (Pascha nostrum). Dank der einfachen und ausgeschmückten Versionen gleicher Stücke kann man leicht über das „ornamentale Instrumentarium“ Zielenskis Auskunft erhalten, dabei nutzt er verhältnismäßig wenige Verzierungen. Im Ergebnis der Diminution entsteht bei ihm meist eine melodische Figuration (im Gegensatz zu gängiger Praxis – Ausschmückung von tonleiterartigen Läufen in der Bassstimme) sowie zahlreiche Seiten- und Durchgangstöne, die den rhythmischen Ablauf des Werkes bereichern.
Sehr populär bei Zielenski ist die Verwendung von groppo, die meist an distinktiven Stellen der Werke verwendet wird (Haec dies quam fecit). Einen eigenen Zug Zielenskis bei der Verwendung der Diminution stellt die Benutzung damals seltener Figuren zu Verzierung der Untersekunde, Unterquinte, und des Intervalls einer fallenden Sekunde dar. Diese Figuren werden meist in den Kadenzen platziert. Selten sind dagegen die für italienische Musik charakteristischen trillo oder punktierte Rhythmen (Christus qui a patre procedit).

### Verhältnis der Musik zum Wort
Das Verhältnis der Musik zum Wort beruht bei Zielenski vor allem darauf, dass der Aufbau und gesamte Ablauf eines Stückes vom Text determiniert werden (die Architektonik). Die Regel der Projektion des Wortes durch die Musik ist dagegen bei Zielenski so gut wie nicht vorhanden. Lediglich einige einfachste illustrative Effekte, welche mit dem Bedeutung eines Wortes zusammenhängen, werden eingesetzt. In manchen Werken mit einer semantisch – emotional klaren Aussage wird die Emotion in der Musik der im Text angepasst (Laetentur caeli). In anderen Werken operiert der Komponist bewusst mit musikalischen Kontrasten (Laetamini in Domino), mit rhythmischen Effekten (Zergliederung des Rhythmus und Beschleunigung des Ablaufs, stark punktierte Rhythmen – In virtute tua) oder mit metrischen Wechseln (13X C in O in Salva festa dies).
Zu den außergewöhnlichen Mitteln muss man die Einführung von Chromatik zählen (Vox in Rama). Die technische Behandlung des Textes ist bei Zielenski stereotypisch – in den Symphoniae sacrae überwiegt die syllabische Behandlung – in den Solostücken – unterschiedlicher Grad der Melismatik.

### Tonalität
Die tonale Seite der Musik Zielenskis weist keinerlei individuelle oder besonders fortschrittliche Züge auf. Das strenge Verhältnis zur Dissonanz bleibt erhalten, lediglich in den ausgeschmückten Melodien ist die Behandlung der Dissonanzen ein wenig freizügiger. In seinen Werken überwiegen Konsonanzen auf der Basis des Modalsystems, mit besonderer Bevorzugung des ionischen, dorischen, mixolydischen und äolischen Modus. In dieser Hinsicht bewegt er sich genau im normativen Rahmen seiner Zeit.

### Instrumentale Besetzung
Die instrumentale Besetzung in den Werken Zielenskis ist nicht klar definiert. Es ist wahrscheinlich, dass alle Kompositionen (mit Ausnahme der Fantasien) für einen vokalinstrumentalen Vortrag gedacht waren. Jedoch ein reiner a cappella – Vortrag ist ebenfalls nicht auszuschließen. Die Mehrheit der Kompositionen – und mit Sicherheit alle Solokompositionen – wurden mit Orgelbegleitung aufgeführt, wobei diese unterschiedlich realisiert werden konnte – von einem einfachen, akkordischen Vortrag – bis hin zum Konzertieren mit dem Vokalpart. Der Orgelpart beinhaltet die Wiederholung des Vokalpartes – entweder in genauer Form, ferner reduziert zu einer kleineren Stimmanzahl oder einer vereinfachten Form. Sie stellt daher keinen reellen Orgelpart dar – sie ist vielmehr eine Art „Stimmauszug“ aus den einzelnen Kompositionen. Nur im Fall jener Communiones, in denen neben der Solostimme auch die Orgel auftritt, wurde auch eine besondere Orgelpartie gedruckt. In den erhaltenen Drucken aus der Zeit existieren nur selten detailliertere Angaben bezüglich des Aufführungsapparates. Zielenski erwähnt nur die wichtigsten Instrumente wie: Lauten, Harfen, Violinen, Gamben, besonders oft Posaunen sowie Fagotte und Zinken. Er überschreitet also das damals benutzte Instrumentarium nicht, wobei er verschiedene Aufführungsapparate nicht ausschließt.

## Rezeption
Die Bedeutung Zielenskis für die polnische Musikkultur beruht hauptsächlich darauf, dass er auf den Grund der polnischen Musik die Errungenschaften der Venetianischen Schule und die der Geringstimmigkeit verpflanzt hat. Sein Werk zeigt alle Errungenschaften dieser Schule – wie Mehrchörigkeit, Konzertieren, Benutzung der Diminution, koloristische und dynamische Effekte (das Echo durch bes. Beh. des Chores), ferner strukturelle Kontraste, erreicht durch Gegenüberstellung von polyphonen und homophonisierenden Abschnitte u. a. Darüber hinaus schuf Zielenski die ersten in der polnischen Musik breit angelegten Sammlungen von vokalinstrumentaler Musik mit einer weit entwickelten, modernen Struktur. Außerdem hat er einen originären Typus der konzertierenden Technik erdacht und das hohe technische Niveau sowie großartige kompositorische Invention haben verursacht, dass sein Werk eine kostbare Ergänzung auch des europäischen Musikrepertoires darstellt.
Zwischen dem 16. und 18. Jahrhundert wurde im Polnischen Königreich Beider Nationen (polnisch-litauischer Unionsstaat) Italien zum Inbegriff des Besten und Modernsten auf den Gebieten der Wissenschaft (und Ausbildung), Kunst und Kultur. Italienische Muster wurden von den polnischen Magnaten und dem Adel kopiert und man bediente sich im Allgemeinen des italienischen Kunst- oder Kulturparadigmas, falls man von „einem“ italienischen Paradigma diesbezüglich überhaupt sprechen darf. Dies geschah jedoch nur äußerlich, diese Muster wurden für die polnischen Realien nicht adaptiert oder umgewandelt. Man bediente sich ihrer, kaufte sie quasi ein, benutzte sie, soweit es bequem und dienlich war. Die breite polnische Gesellschaft – das heißt, im Wesentlichen der Adel – war sich durchaus des hohen Wertes der importierten kulturellen Werte bewusst, jedoch ohne deren tiefere Bedeutung begreifen zu können.
Der polnische Adel war auf seine eigene polnische, oder wie man es damals nannte „Sarmatische“ Kultur derart stolz und geradezu fixiert, dass man keinerlei fremde Einflüsse duldete. So kam es, dass die Königliche Kapelle – die hauptsächlich aus Italienern zusammengestellt war – zwar bewundert wurde, jedoch so gut wie keine breite Rezeption erfuhr. Ja, der Adel warf dem König Sigismund III. Wasa diesbezüglich sogar Geldverschwenden vor. Es ist anzunehmen, dass die im 17. Jahrhundert permanent ausbrechende Kriege gegen Russland, Schweden, Kosaken, das Osmanische Reich (Türken) und Krim-Tataren – und die hieraus resultierende schwierige Finanzlage des Reiches – im Endeffekt das Entstehen eines breiter angelegten Musiklebens nach westlichem Muster unmöglich machten. Die Berichte über andere Magnatenkapellen sind zu fragmentarisch um auf ein wirklich reiches Musikleben auf polnischen Höfen zu schließen.
Andererseits liegt es auf der Hand, dass Nicolaus Zielenski – Hofkapellmeister des polnischen Primas Wojciech Baranowski – seine Werke nicht irgendwo in Deutschland, sondern eben in Italien drucken ließ. Venedig lag überdies auf dem Wanderweg der polnischen Italienreisenden (zum Beispiel Krakau – Prag – Wien oder Graz – Venedig – Rom), und die Stadt war den Polen als kulturelles Zentrum wohl bekannt. Die Wahl von Venedig als Verlagsort verbreitete im Übrigen den Ruhm des Brotgebers als Mäzen der Künste. Es ist auch anzunehmen, dass Baranowski die Kompositionen seines Hofmusikers bereitwillig verschenkte, um mit dem hohen Niveau seiner Hofmusik zu glänzen. Desto erstaunlicher ist es, dass die Offertoria und Communiones nur in einem (unvollständigen) Exemplar überdauert haben. Darüber hinaus – es konnte der Karriere des unbekannten polnischen Musikers nur dienlich sein – seine Werke eben in Venedig gedruckt zu haben.

## Werkeverzeichnis Zieleńskis (erstellt nach dem Erstdruck)

### „Offertoria totius anni – Symphoniae sacrae“
- Laetentur caeli (In Prima Missa Nativitatis Domini)
- Deus firmavit (In Secunda Missa Nativitatis Domini)
- Tui sunt caeli (In Tertia Missa Nativitatis Domini)
- Elegerunt Apostoli (In festo S. Stephani Protomartyris)
- Iustus ut palma florebit (In festo S. Ioannis Apostoli et Evangelistae)
- Anima nostra (In festo SS. Innocentium)
- Inveni David (In festo S. Sylvestri Papae)
- Reges Tharsis (In Epiphania Domini et per totam Octavam)
- Desiderium animae eius (In festo S. Antonii Abbatis)
- Tu es Petrus (In festo Cathedrae S. Petri)
- Laetamini in Domino (Commune plurimorum Martyrum)
- Mihi autem nimis (In festo S. Andreae Apostoli)
- Diffusa est gratia (In festo Purificationis BMV)
- Constitues eos (In festo S. Matthiae Apostoli)
- Veritas mea (Commune Sanctorum)
- Ave Maria (In festo Annuntiationis BMV)
- Terra tremuit (In Dominica Resurrectionis)
- Angelus Domini (Feria secunda Paschae)
- Intonuit de caelo Dominus (Feria tertia Paschae)
- Confitebuntur caeli (In festo SS. Philippi et Iacobi Apostolorum)
- Dextera Domini (In festo Sancte Crucis)
- Posuisti domine (In festo S. Matthiae Apostoli et Evangelistae)
- Ascendit Deus (In festo Ascensionis Domini)
- Confirma hoc Deus (In festo Pentecostes)
- Portas Caeli (Feria tertia Pentecostes)
- Benedictus sit Deus (In festo Sanctissimae Trinitatis)
- Sacerdotis Domini (In festo Corporis Christi)
- Mirabilis Deus (In Communi plurimorum Martyrum extra tempus Paschae)
- Gloriabuntur in te omnes (In festo SS. Joannis et Pauli Martyrum)
- Beata es Virgo Maria (In festo Visitationis, Nativitatis, Praesentationis et Conceptionis BMV)
- Filiae Regum (In festo S. Mariae Magdalenae)
- In omnem terram (In festo S. Iacobi Apostoli)
- Gloria et divitate (In festo Transfigurationis Domini)
- Confessio et pulchritudo (In festo S. Laurentii Martyris)
- Assumpta est Maria (In festo Assumptionis BMV)
- In virtute tua Domine (In festo Decollationis S. Ioannis Baptistae)
- Pritegae Domine (In festo Exaltationis Sanctae Crucis)
- Stetit Angelus (In festo Dedicationis Basilicae S. Michaelis Archangeli)
- Iustorum animae (In festo Omnium Sanctorum)
- Domine Deus in simplicate cordis mei (In festo Dedicationis Ecclesiae)
- Afferentur Regi (Commune Virginum)
- Gloria et honore (In festo S. Ignatii Episcopi et Martyris)
- Laetentur omnes (In festo S. Nicolai de Tolentino)
- Felix namque (A Nativitate Domini usque ad Purificationem BMV)
- Factus est repente (Communio in festo Pentecostes)
- Tanto tempore (Communio in festo SS Philippi et Iacobi Apostolorum)
- Assumpsit Iesus Petrum (Motetto de Transfiguratione Domini)
- Per merita S. Adalberti (Motetto de S. Adalberto)
- Ortus de Polonia Stanislaus (Motetto de S. Stanislao)
- Igneum Ignatii iubar (Motetto de S. Ignatio)
- Estuet puris (Secunda pars)
- Salve festa dies (Motetto de S. Spiritu)
- Spiritus Sancti gratia (Motetto de S. Spiritu)
- Fulget in Choro Virginum (Motetto de S. Dominico)
- Domine ad adiuvandum (Deus in adiutorium)
- Magnificat anima mea Dominum (Magnificat)

### „Communiones totius anni“ – Pseudomonodien für eine Solostimme
- [1] In splendoribus Sanctorum (In Prima Missa Nativitatis Domini) [Komposition in zwei Versionen. Alternative Stimmen befinden sich im Communio Nr. 25].
- [2] Video caelos apertos (In festo S. Stephani)
- [3] Exijt sermo inter fratres (In festo S. Ioannis Apostoli et Evangelistae)
- [4] Responsum accepit (In festo purificatiois BMV) [Komposition in zwei Versionen. Alternative Stimmen befinden sich im Communio Nr. 26].
- [5] Si consurrexistis cum Christo (Feria tertia Resurrectionis Domini)
- [6] Confundantur superbi (In festo S. Catheriane Virginis et Martyris)
- [7] Venite post me (In festo S. Andreae Apostoli)
- [8] Semel iuravi (In festo S. Nicolai Episcopi et Confessoris)
- [9] Principes persecuti (In festo S. Luciae Virginis et Martyris)
- [10] Amen dico vobis (Dominica post Pentecostes vigesimatertia, 4. 5. 6. 7. 8.)
- [11] Mirabuntur omnes (Dominica tertia, quarta, quinta, et sexta post Epiphaniam)
- [12] Introibo ad altare Dei (Dominica in Sexagesima)
- [13] Illumina faciem tuam (Dominica in Septuagesima)
- [14] Gustate et videte (Dominica octacva post Pentecostes)
- [15] Qui manducat meam carnem (Dominica nona post Pentecostes)

### „Communiones totius anni“ – Pseudomonodien für zwei Solostimmen
- [16] Tu es Petrus (In festo Cathedrae S. Petri)
- [17] Amen dico vobis quod vos (In Conversione S. Pauli Apostoli)
- [18] Ecce Virgo concipiet (In festo Annuntiationis BMV)
- [zwei Alternativstimmen zu der Motette Psallite Domino, Communiounes Nr. 48]
- [19] Spiritus qui Patre procedit (Feria tertia Pentecostes)
- [20] Qui mihi ministrat (In festo S. Laurentii martyris)
- [21] Beata viscera (In festo Conceptionis BMV) [Stück in zwei Versionen: Die Alternativstimmen befinden sich im Communio Nr. 27]
- [22] Mitte manum tuam (In festo S. Thomae Apostoli)
- [23] Fantasia [für zwei Blas- oder Streichinstrumente und Orgel = Alternativstimmen]
- [drei Alternativstimmen zu der Pseudomonodie In splendoribus Sanctorum, Communiones Nr. 1]
- [drei Alternativstimmen zu der Pseudomonodie Responsum accepit, Communiones Nr. 4]
- [drei Alternativstimmen zu der Pseudomonodie Beata viscera, Communiones Nr. 22]

### Tricinien
- [24] Feci iudicum (In festo S. Mariae Magdalenae)
- [25] Visionem quam vidistis (In festo Transfigurationis Domini)
- [26] Beatus servus (In festo S. Martini Episcopi et Confessoris)
- [27] Fantasia [für zwei Blas- oder Streichinstrumente und Orgel]
- [28] Fantasia [für zwei Blas- oder Streichinstrumente und Orgel]

### Motetten
- [29] Domus mea (In festo dedicationis Ecclesiae)
- [30] Viderunt omnes fines terrae (In tertia Missa Nativitatis Domini) [Stück in zwei Versionen; Siehe Nr. 35]
- Viderunt omnes fines terrae (Alio modo simpliciter) [„einfache“ Version der Nr. 34]
- [31] Vox in Rama (In festo SS. Innocentium)
- [32] Vos secuti estis me (In festo S. Matthiae Apostoli)
- [33] Pascha nostrum (In festo Paschae) [Stück in zwei Versionen; Siehe Nr. 39]
- Pascha nostrum (Alio modo simpliciter) [„einfache“ Version der Nr. 38]
- [34] Per signum Crucis (In festo Inventionis Sanctae Crucis)
- [35] Quotiescumque (In festo Corporis Christi)
- [36] Beati mundo corde (In festo Omnium Sanctorum)
- [37] Adoramus te Christe (Motetto de Sancta Cruce)

### Fünfstimmige Kompositionen
- [38] Haec dies (Motetto in festo Paschae cum resolutione) [Stück in zwei Versionen;                               einfachere Version der Nr. 45]
- Haec dies (Alio modo simpliciter) [„einfache“ Version der Nr. 44]
- [39] Surrexit Dominus (Feria secunda Paschae)
- [40] Ego sum Pastor bonus (In festo S. Stanislai)
- [41] Psallite Domino (In Ascensione Domini) [Stück in zwei Versionen; alternative Stimmen in Communiones Nr. 19]
- [42] Benedicimus Deum caeli (In festo Sanctissimae Trinitatis)
- [43] Spiritus Sanctus docebit (Feria secunda Pentecostes cum resolutione) [Stück in zwei Versionen; siehe Nr. 51]
- Spiritus Sanctus docebit (Alio modo simpliciter) [„einfache“ Version der Nr. 50]
- [44] Tu puer Propheta (In festo S. Ioannis Baptistae)
- [45] Optimam partem (In Assumptione BMV)
- [46] Levavi oculos meos (Motetto)
- [47] Domine Deus meus in te speravi (Motetto)
- [48] O gloriosa Domina (Motetto)
- [49] In monte Oliveti (Motetto)
- [50] Benedicte Deum (Motetto)
- [51] Ipsum benedicte (Secunda pars)

### Sechsstimmige Kompositionen
- [52] Vidimus stellam eius (In Epiphania Domini)
- [53] Laetabitur iustus (In festo S. Adalberti Episcopi et Martyris)
- [54] Magna est gloria eius (In festo S. Matthaei Apostoli et Evangelistae) [Stück in zwei Versionen; siehe Nr. 63]
- Magna est gloria eius (Alio modo simpliciter) [„einfache“ Version der Nr. 62]
- [55] Benedicte omnes Angeli (In festo Dedicationis S. Michaelis Archangeli)
- [56] Gaudete iusti in Domino (In Festo SS. Tyburtii, Valeriani et Maximi martyrum)
- [57] Cantere (Motetto)